# 高尾登山電鐵

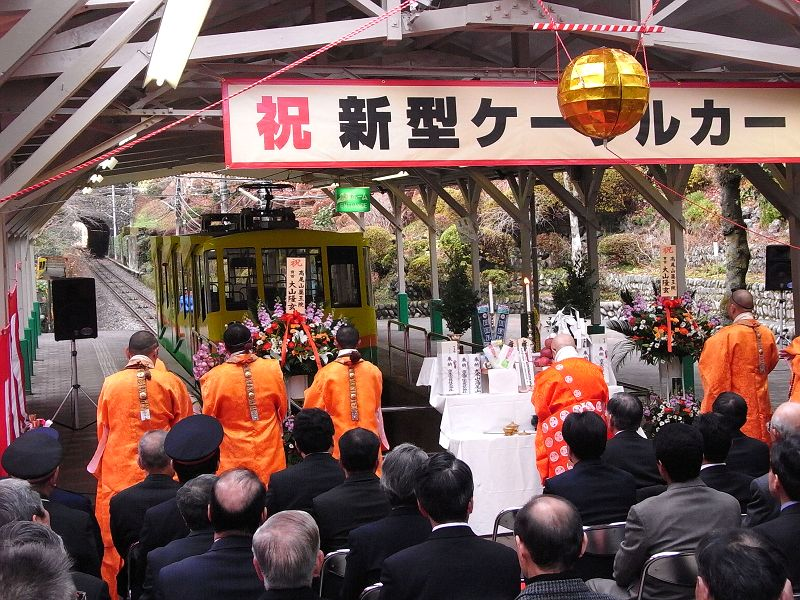
第四代纜索鐵路開幕儀式（2008年12月23日）

高尾登山電鐵株式會社（日语：／）是一家總部位於東京都八王子市的鐵路公司。專營纜索鐵路和索道。總部位於東京都八王子市高尾町2205番地。為京王集團旗下公司。
長久以來主要的股東是武藏野不動產。雖然由京王電鐵出資，但是不是京王集團旗下公司。在2017年3月財政年度起，成為京王電鐵的非連結子公司。

## 事業所
公司設有以下事業所：
- 總部：東京都八王子市高尾町2205番地（清瀧站所在地）
- 纜索鐵路：東京都八王子市高尾町2205番地
- 特殊索道：東京都八王子市高尾町2181番地
- 高尾山隅花（前 蕎麥麵店、商店「香住」）：東京都八王子市高尾町2182番地（纜車高尾山站、索道山上駅附近）
- 觀景台、觀景台食堂：東京都八王子市高尾町2181番地（纜車高尾山站、索道山上站附近）
- 高尾山猿園、野草園：東京都八王子市高尾町2179番地（纜車高尾山站步行3分鐘）[6]
- 出租公寓：神奈川縣相模原市中央區鹿沼台2番14號之1

觀景台食堂會在不同季節有不同的營業形態。「高尾山啤酒山」舉行期間，營業時間會延長）。
- 夏季（6 - 10月）：啤酒花園「高尾山啤酒山[7]」
- 春、秋、冬季：「飛鼠廚房[8]」餐廳

## 歷史

### 由計劃至開業前
高尾山的纜車是由高尾山藥王院第27代首領 武藤範秀提出。當時，高尾山藥王院的信徒有約30萬人，信徒前往參拜時會在中央本線淺川站（現時：高尾站）步行前往高尾山的山腳，然後途經險要的山道。
在這個情況下，武藤認為需要交通服務連接高尾山，前淺川村長 高城正次與當地有影響力的人士申請纜車鋪設許可。後來，武藤在1年內前往印度與歐洲考察當地宗教情況，在當地的所見所聞傳送給高城，結果認為需要敷設纜車。最後在1921年（大正10年）8月，纜車鋪設許可得到了補貼。同年9月，高尾索道株式會社成立，資本30萬日圓，第一代社長是紅林七五郎。
但是由於鐵路啟用前需要時間。高尾山是官有林，由宫内省帝室林野管理局管轄，砍伐森林和租地需要復雜的程序和勞動力。但是，當時國內的纜車只有生駒鋼索鐵道，因此技術上還存有問題。加上關東大地震造成預定建設高尾山站的地方發生坍塌，因此鐵路走線需要變更。
在1925年（大正14年）5月31日，公司名稱改為高尾登山鐵道。在同年6月30日歷經千辛萬苦後，終於動工建設。在翌年1927年（昭和2年）1月21日，清瀧站至高尾山站之間的纜索鐵路開始營業。

### 戰時暫停營業
在鐵路啟用後不久發生了昭和金融恐慌，造成了經濟衰退，使運送人次不高。加上由於高漲的建設成本（約74萬日元）而需要進行注資（資本：60萬日元），由於收入不佳使需要依賴借貸。所以直到1945年利息支出佔了營業收入超過50%。最後在1934年（昭和13年）11月，為了填補赤字，資本金減資12萬日圓至48萬日圓。
後來發生中國抗日戰爭後，日本進入了戰時體制。高尾山有許多人聚集，以祈求戰勝與武運長久。使纜索鐵路的經營情況有所改善和安定，自成立以來首次支付三分股息。您是，這個情況很快便改變了，隨著戰局惡化，全國的纜索鐵路成為不要不急線而要求暫停營運。在1944年（昭和19年）戰時體制下，發出了「企業整備令」使公司暫停營業，同年1月的臨時股東大會中決議把公司暫停營運。同年2月11日起成為不要不急線而暫停營業。設施賣給產業設備營團，以供應物料。

### 戰後重開至現在
在1945年（昭和20年）8月15日結束戰爭後。在戰後的1948年（昭和23年）6月28日改變公司名稱至高尾觀光，翌年1949年（昭和24年）10月16日再次開設纜車服務。在1952年改公司名稱為高尾登山電鐵。
在1960年代的經濟高度成長期而迎接了休閑時代，當時增加了設施以吸引更多遊客。在1964年（昭和39年），與纜車並行，建設了連接山麓至山上之間的索道。當初車廂只可讓1人乘坐，在1971年（昭和46年）9月，車廂可讓2人乘坐。另外在1968年（昭和43年），纜車中引入第3代大型車輛，由日立製作所製造。車輛變為全自動控制，使用了近代的系統。
踏入2000年代，在2008年（平成20年）12月23日，纜車引入了第四代車輛。
在2017年（平成29年）3月，成為京王集團旗下子公司。原來由京王電鐵出資變為京王集團旗下公司。自創業以來，長期以來一直作為獨立的纜車和索道運營公司，以後成為了京王集團的一員，負責高尾山的觀光交通輸送。

### 年表
- 1921年（大正10年）
  - 8月11日 高尾索道得到鐵道許可[13]
  - 9月29日 高尾索道成立公司[14]。
- 1925年（大正14年）5月31日 公司改名為高尾登山鐵道。
- 1927年（昭和2年）1月21日 纜索鐵路 清瀧至高尾山之間開通[15]。
- 1942年（昭和17年）7月21日 纜索因腐蝕而斷裂。使纜車暴走墜落，造成3人死，65人受傷。
- 1944年（昭和19年）2月11日 纜索鐵路 清瀧至高尾山之間成為不要不急線而暫停服務。以便供應物資。
- 1948年（昭和23年）6月28日 公司改名為高尾觀光。
- 1949年（昭和24年）10月16日 纜索鐵路 清瀧至高尾山之重開。
- 1952年（昭和27年）5月28日 公司改名為高尾登山電鐵。
- 1964年（昭和39年）10月10日 索道 山麓至山上之間開通。
- 1968年（昭和43年）9月29日 第三代車輛開始行走。
- 2008年（平成20年）12月23日 第四代車輛開始行走。
- 2017年（平成29年）3月 成為京王集團子公司[12]。
- 2020年（令和2年）4月25日〜5月6日 基於新型流行性感冒等對策特別措置法32條與2019冠状病毒病（COVID-19）使宣布緊急狀態。為了避免在春季黃金周假期造成混亂和預防感染傳播，纜索鐵路暫停營運[16][17]。

## 纜索鐵路
通稱「高尾登山纜索」或「高尾山纜車」。在《鐵道要覽》的名稱為高尾鋼索線，在資訊上沒有使用該名稱。
現時的車輛是第四代，由京王重機整備製造。在2008年（平成20年）12月23日引入。纜車在2008年12月8日至22日暫停服務，以便更換車輛。而車輛愛稱承接「青葉」和「楓葉」。
在2008年12月7日前使用第三代車輛，車輛在1968年（昭和43年）日立製作所製造。載客量135人，塗裝在近年變更。

### 路線數據
- 路線距離（營業距離）：1.020公里
- 軌距：1067毫米
- 車站數目：2個（包括起終點站）
- 高低差：271米
- 隧道：2處（洗心堂隧道87米（從山麓一方），有喜洞隧道60米（從山頂一方））

在官方網站中，此鐵路是「日本是陡峭的的鐵路」。這是由於靠近山頂一方，高尾山站前方的路軌坡度達到608‰（31度18分），以鐵道事業法中，該區間是鐵路最陡峭的路段。但是最小的坡度是105‰，因此行走時，車體的傾斜會有很大變化。

### 運行形態
每15分鐘一班，行走時間為6分鐘。
通常每月的營業時間相異。一般的營業時間是早上八時開始營業，在下午五時十五分至六時三十分結束營業。在夏季的「高尾山啤酒山」舉行期間會延長服務時間至晚上九時十五分（當惡劣天氣等暫停營業時，會回復通常的營業時間）。
在除夕至元旦期陳，為了運送初詣（新年初參）和元旦日出的參拜客，當晚會實施通宵運輸。在初詣時期、新綠和紅葉時期等多客時期，班次會加密至7分30秒一班。

### 車站列表
清瀧站（日语：／，35°37′52″N 139°16′0″E / 35.63111°N 139.26667°E） - 高尾山站（{{jpn|j=高尾山駅|hg=たかおさんえき、35°37′52″N 139°15′22″E / 35.63111°N 139.25611°E）

#### 清瀧站
清瀧站是位於高尾山登山口的纜索車站。位於海拔201米。
車站大樓內設置了「高尾山鋼索線線路起點原標」。另外，曾經展示了纜車車輪。
站前由於可望向高尾山的風景，因此選定為「八王子八十八景」。
另外，從車站步行5分鐘可轉乘京王高尾線的高尾山口站。

##### 歷史
- 1927年（昭和2年）1月21日 車站啟用
- 1944年（昭和19年）2月11日 車站暫停營業
- 1949年（昭和24年）10月16日 車站重開

#### 高尾山站
高尾山站是位於高尾山山腰的纜索車站。位於海拔472米。
車站大樓內設置了大型電機，透過纜索拉起纜車。
車站招牌以「髙尾山驛」展示，在日本車站招牌中少數使用「驛」字的例子。

##### 歷史
- 1927年（昭和2年）1月21日 車站啟用
- 1944年（昭和19年）2月11日 車站暫停營業
- 1949年（昭和24年）10月16日 車站重開

## 索道
索道的車廂可讓兩人乘坐，被稱為「Echo Lift」。在1964年（昭和39年）10月開始營運。當初只可讓一人乘坐，在1971年（昭和46年）9月起翻新至讓兩人乘坐。索道由東京索道製造。
乘坐索道下山時，中途會有照片攝影服務。攝影本身免費，當乘客到達車站後，可觀看剛才的相片並購入相片（收費）。

### 路線數據
- 路線距離（營業距離）：872米
- 車站數目：2個（包括起終點站）
- 高低差：237米
- 車廂數目：168架

### 運行形態
營業時間：早上九時至下午四時三十分（冬天至下午四時正，假日會延長營業時間）。所需時間為12分鐘。

### 車站列表
山麓站（日语：／，35°37′53.5″N 139°16′0.5″E / 35.631528°N 139.266806°E） - 山上站（日语：／，35°37′57″N 139°15′27.5″E / 35.63250°N 139.257639°E）

#### 山麓站
山麓站是位於高尾山登山口的索道車站。海拔在224米上。
與清瀧站一樣，步行5分鐘可前往京王高尾線高尾山口站（步行5分鐘）。

#### 山上站
山上站是位於高尾山山腰的索道車站。車站位於海拔標高462米上。

## 車費、車票
在2019年（令和元年）10月1日修定車費。索道和纜車相同車費（分開收費）。
- 成人 單程490日圓，來回950日圓
- 小童 單程250日圓，來回470日圓

設有團體優惠和定期票（通勤和上學票，只限纜車）。
在京王電鐵各站（高尾山口站除外）的自動售票機中可購買京王電鐵的來回車票與高尾登山電鐵車票的套票（優惠車票「高尾山車票）」。

### IC卡
在2010年（平成22年）1月23日起，索道和纜車均引入了PASMO電子錢包服務，乘客可使用PASMO、Suica等交通系IC卡購買車票（當作購買商品處理）。當初只於櫃臺中使用IC卡，同年2月上旬起可於自動售票機中購買車票。在2013年（平成25年）3月起，乘客可使用交通系IC卡全國互相使用服務的IC卡購買車票（PiTaPa不可使用）。
高尾登山電鐵由於沒有引入自動閘機，因此需要在自動售票機和櫃臺購買車票。另外，由於自動售票機沒有增值功能，因此需要使用其他增值機增值。

### 殘障人士優惠/無障礙支援
殘障人士與陪同人士可獲得優惠。出示由各自治體發行的殘障人士手冊可獲得半價優惠（每一名殘障人士最多有一位陪同人士半價）。
為了提供無障礙環境，纜車高尾山站內設有升降機，輪椅使用者乘車時需要職員協助。

## 使用狀況
以下為各站一日平均乘車人次列表：
| 年度               | 清瀧站 | 高尾山站 | 山麓站 | 山上站 | 參考資料    |
| ------------------ | ------ | -------- | ------ | ------ | ----------- |
| 1990年（平成2年）  | 1,668  | 1,592    | 805    | 707    | [ 統計 1 ]  |
| 1991年（平成3年）  | 1,489  | 1,429    | 762    | 669    | [ 統計 2 ]  |
| 1992年（平成4年）  | 1,553  | 1,504    | 816    | 710    | [ 統計 3 ]  |
| 1993年（平成5年）  | 1,395  | 1,345    | 699    | 605    | [ 統計 4 ]  |
| 1994年（平成6年）  | 1,370  | 1,321    | 679    | 567    | [ 統計 5 ]  |
| 1995年（平成7年）  | 1,314  | 1,260    | 674    | 584    | [ 統計 6 ]  |
| 1996年（平成8年）  | 1,315  | 1,288    | 674    | 584    | [ 統計 7 ]  |
| 1997年（平成9年）  | 1,205  | 1,203    | 595    | 518    | [ 統計 8 ]  |
| 1998年（平成10年） | 1,129  | 1,123    | 545    | 490    | [ 統計 9 ]  |
| 1999年（平成11年） | 1,156  | 1,148    | 544    | 505    | [ 統計 10 ] |
| 2000年（平成12年） | 1,099  | 1,099    | 521    | 490    | [ 統計 11 ] |
| 2001年（平成13年） | 1,186  | 1,181    | 622    | 545    | [ 統計 12 ] |
| 2002年（平成14年） | 1,159  | 1,200    | 548    | 532    | [ 統計 13 ] |
| 2003年（平成15年） | 1,197  | 1,238    | 620    | 615    | [ 統計 14 ] |
| 2004年（平成16年） | 1,137  | 1,164    | 603    | 600    | [ 統計 15 ] |
| 2005年（平成17年） | 1,126  | 1,151    | 586    | 581    | [ 統計 16 ] |
| 2006年（平成18年） | 1,216  | 1,293    | 633    | 619    | [ 統計 17 ] |
| 2007年（平成19年） | 1,224  | 1,148    | 760    | 754    | [ 統計 18 ] |
| 2008年（平成20年） | 1,526  | 1,603    | 795    | 827    | [ 統計 19 ] |
| 2009年（平成21年） | 1706   | 1879     | 895    | 956    | [ 統計 20 ] |
| 2010年（平成22年） | 1736   | 1873     | 912    | 1002   | [ 統計 21 ] |
| 2011年（平成23年） | 1642   | 1863     | 786    | 950    | [ 統計 22 ] |
| 2012年（平成24年） | 1841   | 2021     | 876    | 1090   | [ 統計 23 ] |
| 2013年（平成25年） | 1624   | 1816     | 915    | 1139   | [ 統計 24 ] |

### 營業業績
| 年度               | 運送人次（人） | 營業收入（日圓） | 營業費（日圓） | 營業利潤（日圓） | 其他支出（日圓）    | 支付利息（日圓） |
| ------------------ | -------------- | ---------------- | -------------- | ---------------- | ------------------- | ---------------- |
| 1927年（昭和2年）  | 350,979        | 79,349           | 53,208         | 26,141           |                     | 41,483           |
| 1928年（昭和3年）  | 348,861        | 75,828           | 53,965         | 21,863           | 災難後修復費用2,392 | 39,792           |
| 1929年（昭和4年）  | 297,991        | 63,707           | 35,750         | 27,957           |                     | 41,389           |
| 1930年（昭和5年）  | 272,376        | 60,257           | 32,963         | 27,294           |                     | 47,013           |
| 1931年（昭和6年）  | 297,167        | 65,263           | 35,288         | 29,975           |                     | 35,370           |
| 1932年（昭和7年）  | 327,445        | 67,373           | 32,805         | 34,568           |                     | 34,184           |
| 1933年（昭和8年）  | 379,868        | 75,778           | 32,430         | 43,348           | 折舊11,700          | 34,213           |
| 1934年（昭和9年）  | 382,553        | 74,341           | 31,094         | 43,247           | 折舊9,200           | 33,902           |
| 1935年（昭和10年） | 405,909        | 80,351           | 32,629         | 47,722           | 折舊17,600          | 30,080           |
| 1936年（昭和11年） | 382,194        | 76,795           | 32,178         | 44,617           | 折舊15,382          | 29,191           |
| 1937年（昭和12年） | 390,080        | 78,952           | 34,145         | 44,807           | 雜費與折舊16,482    | 28,325           |
| 1939年（昭和14年） | 510,653        |                  |                |                  |                     |                  |
| 1941年（昭和16年） | 595,853        |                  |                |                  |                     |                  |
| 1943年（昭和18年） | 315,621        |                  |                |                  |                     |                  |

參考資料：鐵道統計資料、鐵道統計、國有鐵道陸運統計各年度版
| 年度               | 客運運輸人次（千人） | 鐵路業營業收入（千日圓） | 鐵路業營業支出（千日圓） |
| ------------------ | -------------------- | ------------------------ | ------------------------ |
| 1952年（昭和27年） | 434                  |                          |                          |
| 1958年（昭和33年） | 550                  |                          |                          |
| 1963年（昭和38年） | 860                  |                          |                          |
| 1966年（昭和41年） | 800                  |                          |                          |
| 1970年（昭和45年） | 1,178                |                          |                          |
| 1979年（昭和54年） | 1,010                | 282,482                  | 259,652                  |
| 1980年（昭和55年） |                      |                          |                          |
| 1981年（昭和56年） |                      |                          |                          |
| 1982年（昭和57年） | 988                  | 277,834                  | 266,389                  |
| 1983年（昭和58年） |                      |                          |                          |
| 1984年（昭和59年） | 1,024                | 330,098                  | 287,861                  |
| 1985年（昭和60年） | 963                  | 312,596                  | 292,224                  |
| 1986年（昭和61年） | 996                  | 325,000                  | 302,964                  |
| 1987年（昭和62年） | 974                  | 319,567                  | 310,973                  |
| 1988年（昭和63年） | 995                  | 344,587                  | 318,432                  |
| 1989年（平成元年） | 1,026                | 370,292                  | 335,346                  |
| 1990年（平成2年）  | 1,190                | 431,528                  | 371,230                  |
| 1991年（平成3年）  | 1,067                | 389,757                  | 354,044                  |
| 1992年（平成4年）  | 1,117                | 410,404                  | 379,365                  |
| 1993年（平成5年）  | 1,001                | 367,715                  | 334,489                  |
| 1994年（平成6年）  | 982                  | 362,153                  | 345,543                  |
| 1995年（平成7年）  | 942                  | 348,062                  | 341,727                  |
| 1996年（平成8年）  | 950                  | 368,825                  | 341,246                  |
| 1997年（平成9年）  | 878                  | 353,564                  | 339,831                  |
| 1998年（平成10年） | 823                  | 329,310                  | 315,617                  |
| 1999年（平成11年） | 843                  | 336,596                  | 321,154                  |
| 2000年（平成12年） | 802                  | 320,870                  | 309,752                  |
| 2001年（平成13年） | 864                  | 345,756                  | 322,756                  |
| 2002年（平成14年） | 861                  | 342,961                  | 328,533                  |
| 2003年（平成15年） | 892                  | 356,701                  | 335,176                  |
| 2004年（平成16年） | 840                  | 335,996                  | 357,310                  |

參考資料：地方鐵道軌道統計年報、私鐵統計年報各年度版、民鐵主要統計《年鑑世界の鉄道》1983年《年鑑日本の鉄道》1985年、1987年-2007年

## 注腳

### 統計資料
1. ↑  東京都統計年鑑（平成2年）229頁
2. ↑  東京都統計年鑑（平成3年）235頁
3. ↑  .   [2021-10-24]. （原始内容存档于2021-12-15）.
4. ↑  .   [2021-10-24]. （原始内容存档于2021-12-15）.
5. ↑  .   [2021-10-24]. （原始内容存档于2021-12-15）.
6. ↑  .   [2021-10-24]. （原始内容存档于2022-01-11）.
7. ↑  .   [2021-10-24]. （原始内容存档于2021-12-15）.
8. ↑  .   [2021-10-24]. （原始内容存档于2022-03-18）.
9. ↑  東京都統計年鑑（平成10年）PDF
10. ↑  東京都統計年鑑（平成11年）PDF
11. ↑  .   [2021-10-24]. （原始内容存档于2021-12-05）.
12. ↑  .   [2021-10-24]. （原始内容存档于2021-12-05）.
13. ↑  .   [2021-10-24]. （原始内容存档于2022-03-09）.
14. ↑  .   [2021-10-24]. （原始内容存档于2022-03-09）.
15. ↑  .   [2021-10-24]. （原始内容存档于2022-03-09）.
16. ↑  .   [2021-10-24]. （原始内容存档于2022-03-18）.
17. ↑  .   [2021-10-24]. （原始内容存档于2022-01-11）.
18. ↑  .   [2021-10-24]. （原始内容存档于2021-12-15）.
19. ↑  .   [2021-10-24]. （原始内容存档于2022-03-08）.
20. ↑  .   [2021-10-24]. （原始内容存档于2022-01-30）.
21. ↑  .   [2021-10-24]. （原始内容存档于2021-12-05）.
22. ↑  .   [2021-10-24]. （原始内容存档于2021-12-05）.
23. ↑  .   [2021-10-24]. （原始内容存档于2022-02-03）.
24. ↑  .   [2021-10-24]. （原始内容存档于2022-03-09）.

## 外部連結
- 高尾登山電鉄株式會社 （页面存档备份，存于）（日語） - 官方網站
- 高尾登山電鐵 員工博客 （页面存档备份，存于）（日語） - 公式博客
- 高尾山猿園、野草園 （页面存档备份，存于）（日語） - 高尾登山電鐵「猿園、野草園」官方網站
- 由京王集團製作關於高尾山資訊網站 （页面存档备份，存于）（日語）
- 京王集團 （页面存档备份，存于）（日語） - 京王集團官方網站 公司列表
- 高尾登山電鐵 - Navi多摩 （页面存档备份，存于）（日語） - 多摩地區資訊網站「Navi多摩」